# غريغوري كورسو
غريغوري كورسو (بالإنجليزية: Gregory Corso)‏ (26 مارس 1930، نيويورك في الولايات المتحدة - 17 يناير 2001، روبينسدل في الولايات المتحدة)؛ كاتب، شاعر وروائي أمريكي.

## روابط خارجية
- غريغوري كورسو على موقع IMDb (الإنجليزية)
- غريغوري كورسو على موقع الموسوعة البريطانية (الإنجليزية)
- غريغوري كورسو على موقع ميوزك برينز (الإنجليزية)
- غريغوري كورسو على موقع إن إن دي بي (الإنجليزية)
- غريغوري كورسو على موقع قاعدة بيانات الفيلم (الإنجليزية)